# Something New (canción de Axwell & Ingrosso)
«Something New» es una canción realizada por el dúo sueco de música electrónica Axwell (Axel Hedfors) e Ingrosso (cuyo nombre real es Sebastian Ingrosso). Fue lanzado el 27 de noviembre de 2014 en formato digital por el sello Def Jam y servirá como uno de los sencillos del álbum debut del dúo a lanzarse en algún momento de 2015. Éste es el segundo lanzamiento oficial del dúo bajo el alias Axwell Λ Ingrosso, ya que el primero fue «Can't Hold Us Down». Alcanzó la primera ubicación en el Billboard Dance Club Songs y se posicionó en los 30 primeros de las listas del Reino Unido y Suecia.

## Antecedentes
Fue estrenada el 26 de noviembre de 2014 durante el día de Acción de Gracias en los Estados Unidos en un aviso televisivo para Beats by Dre en la campaña publicitaria #SoloSelfie. En él, aparece el dúo junto a otras celebridades como Nicki Minaj, Big Sean, Kendall y Kylie Jenner.

## Video musical
Inicialmente se publicó el 22 de noviembre de 2014 a través del canal oficial en YouTube del dúo un video lírico. El 11 de febrero de 2015 se estrenó su video musical oficial cuya dirección estuvo a cargo del dúo Ian & Cooper. Én el, muestra el recorrido de un par de motociclistas a través de una carretera embotellada en medio del desierto, en el que los automovilistas van cantando la canción.

## Lista de canciones
| Descarga digital - sencillo |                 |          |  |
| N.º                         | Título          | Duración |  |
| 1.                          | «Something New» | 4:07     |  |

| Descarga digital - Versión extendida |                                     |          |  |
| N.º                                  | Título                              | Duración |  |
| 1.                                   | «Something New» (Club Extended Mix) | 5:30     |  |

| Descarga digital - The Remixes |                                                 |          |  |
| N.º                            | Título                                          | Duración |  |
| 1.                             | «Something New» (Robin Schulz Remix Radio Edit) | 3:03     |  |
| 2.                             | «Something New» (Robin Schulz Remix)            | 5:17     |  |
| 3.                             | «Something New» (Amtrac Remix)                  | 4:58     |  |

## Posicionamiento en listas
| País           | Lista (2014–15)         | Mejor posición |
| -------------- | ----------------------- | -------------- |
| Bélgica        | Ultratip flamenca       | 13             |
| Bélgica        | Ultratip valona         | 3              |
| Escocia        | Scottish Singles Top 40 | 8              |
| España         | Top 50 Canciones        | 43             |
| Estados Unidos | Hot Dance Club Songs    | 1              |
| Estados Unidos | Dance/Electronic Songs  | 14             |
| Estados Unidos | Dance/Mix Show Airplay  | 3              |
| Francia        | SNEP Singles Chart      | 56             |
| Hungría        | Single Top 40           | 22             |
| Irlanda        | Irish Singles Chart     | 74             |
| Japón          | Japan Hot 100           | 57             |
| Reino Unido    | UK Singles Chart        | 22             |
| Reino Unido    | UK Dance Chart          | 6              |
| Suecia         | Sverigetopplistan       | 20             |

### Certificaciones
| País   | Organismo certificador | Certificación | Simbolización | Ventas | Ref.   |
| ------ | ---------------------- | ------------- | ------------- | ------ | ------ |
| Suecia | GLF                    | Platino       | ▲             | 40 000 | [ 20 ] |

#### Sucesión en listas
| Anterior: «Time of Our Lives» de Pitbull y Ne-Yo | Billboard Dance Club Songs — Sencillo Nro 1 21 de marzo de 2015 | Siguiente: «I'm Gonna Get You» de Dave Audé con Jessica Sutta |